# Бельгасем, Ахмед
Ахмед Юсеф Бельгасем (араб. أحمد يوسف بالقاسم‎, англ. Ahmed Youssef Belgasem, род. 15 октября 1987) — ливийский шоссейный велогонщик.

## Карьера
В 2007 году выступил на Всеафриканских играх проходивших в городе Алжир (Алжир) и Чемпионате мира "В".
В 2008 году был включён в состав сборной Ливии для участия в летних Олимпийских играх в Пекине. На Играх выступил в групповой гонке, но не смог финишировать.. Принял участие на чемпионате Африки.
В 2009 году завоевал бронзовую медаль на чемпионате Африки в командной гонке. Занял вторые места на чемпионате Ливии в групповой и индивидуальной гонках. В 2010 выиграл Тур Ливии и выступил на чемпионате Африки. Был участником Африканских игр 2015 года, проходивших в Браззавиле (Республика Конго).
За время своей карьеры принял участие в таких гонках как Тур дю Фасо, Тропикале Амисса Бонго, Тур Сенегала, Тур Руанды, Тур Марокко, Тур Египта, Тур Эритреи, Тур Алжира, Тур Ливии, Тур Аэропортов, Гран-при Шарм-эль-Шейха, Гран-при Месаида, Гран-при Эль-Хаур, Гран-при Лусаила, Гран-при города Туниса, Гран-при Аль Фатаха, Кубок H. H. вице-президента, Тур Фармаце Централе.

## Достижения
2009
2-й на Чемпионат Ливии — групповая гонка
2-й на Чемпионат Ливии — индивидуальная гонка
 Чемпионат Африки — командная гонка
2010
Тур Ливии